# Cudjoe Key
Cudjoe Key es un lugar designado por el censo ubicado en el condado de Monroe en el estado estadounidense de Florida. En el Censo de 2010 tenía una población de 1.763 habitantes y una densidad poblacional de 65,13 personas por km².

## Geografía
Cudjoe Key se encuentra ubicado en las coordenadas 24°40′43″N 81°29′24″O / 24.67861, -81.49000. Según la Oficina del Censo de los Estados Unidos, Cudjoe Key tiene una superficie total de 27.07 km², de la cual 13.4 km² corresponden a tierra firme y (50.5%) 13.67 km² es agua.

## Demografía
Según el censo de 2010, había 1.763 personas residiendo en Cudjoe Key. La densidad de población era de 65,13 hab./km². De los 1.763 habitantes, Cudjoe Key estaba compuesto por el 97.84% blancos, el 0.45% eran afroamericanos, el 0.4% eran amerindios, el 0.51% eran asiáticos, el 0.06% eran isleños del Pacífico, el 0.06% eran de otras razas y el 0.68% pertenecían a dos o más razas. Del total de la población el 5.96% eran hispanos o latinos de cualquier raza.